# Силвестер Шчедрин
Силвестер Шчедрин (рус. Сильвестр Феодосиевич Щедрин; 1791 — 1830) је био руски сликар.

## Биографија
Рођен је у Санкт Петербургу у породици вајара Феодосија Шчедрина. Његов ујак Семјон Шчедрин је био сликар пејзажа. На петроградској академији уметности учио је сликање пејзажа. На академији је добијао награде и од 1818. боравио је у Италији. У Италији је проучавао дела великих мајстора. Стипендија му је престала 1823, али одлучио је да остане као слободни уметник. Постао је познати сликар у Италији. Живео је у Риму и Напуљу. Сликао је заливе и мала места, а касније и терасе са виноградима са погледом на море. Раскинуо је са академским начином сликања и прешао је на дочаравање тренутних осећаја природе и пленеризам.
Направио је серију „Нови Рим“ где један те исти мотив приказује под различитим осветљењима.
Најпознатији радови су:
- Нови Рим
- Месечина у Напуљу
- Терасе у Соренту

Када му је било нарушено здравље почео је сликати немирније, а пејзажи су постајали ноћни. Умро је 1830. у Соренту у Италији.